# El concierto (Gerard ter Borch)
El Concierto es un cuadro al óleo sobre tabla del artista neerlandés Gerard ter Borch, realizado hacia 1673-1675. La obra se conserva en la Gemäldegalerie de Berlín.

## Historia y descripción
Ter Borch fue un pintor que prestó mucha atención a los aspectos narrativos en sus cuadros. En las escenas psicológicamente sugerentes, apela a la interpretación sobre el acontecimiento representado y la interacción que tiene lugar en su interior. Apela conscientemente a cierta curiosidad sobre los pensamientos o el estado de ánimo de los personajes. Apenas da indicaciones, ni siquiera en los títulos, sobre lo que ocurre en la escena. Deja que el espectador construya su propia historia. Así ocurre también en la presente obra.
El Concierto representa a dos mujeres jóvenes tocando instrumentos musicales en un entorno doméstico. La mujer del primer plano toca el violonchelo, mientras que la joven del fondo toca el clavicordio. La relación mutua entre las dos figuras sigue siendo incierta. La violonchelista, que ocupa un lugar destacado, está sentada de espaldas al espectador. También llama la atención su vestimenta en tonos blancos y rojos brillantes. Las cuidadas texturas y los reflejos metálicos del vestido blanco y la chaqueta roja son característicos del método de Ter Borch. Sin embargo, otros aspectos estilísticos de esta obra no lo son, como la habitación notablemente iluminada, la figura situada en segundo plano, representada con pincelada suelta, y el uso de pinceladas anchas en otras partes. Esta aparente ruptura en el estilo del artista se debe en gran parte a dos cambios radicales que sufrió el cuadro desde su creación.
El propio Ter Borch realizó un primer cambio en el cuadro al cambiar el sexo de la figura que toca el clavicordio, que originalmente era un hombre joven, por una mujer. Esto se desprende de los exámenes radiográficos y también puede establecerse sobre la base de una copia fiel que probablemente hizo el propio pintor, que ahora cuelga en el Stedelijk Museum, en Zwolle, con el título Pareja haciendo música. La razón de esta conversión no se conoce con seguridad, podría tener que ver con la creación de un aspecto narrativo deseado, pero posiblemente también con el deseo del cliente. En vista del mucho trabajo que hubo que realizar, no parece que la acción resultara fácil, o al menos que no se satisficiera rápidamente.

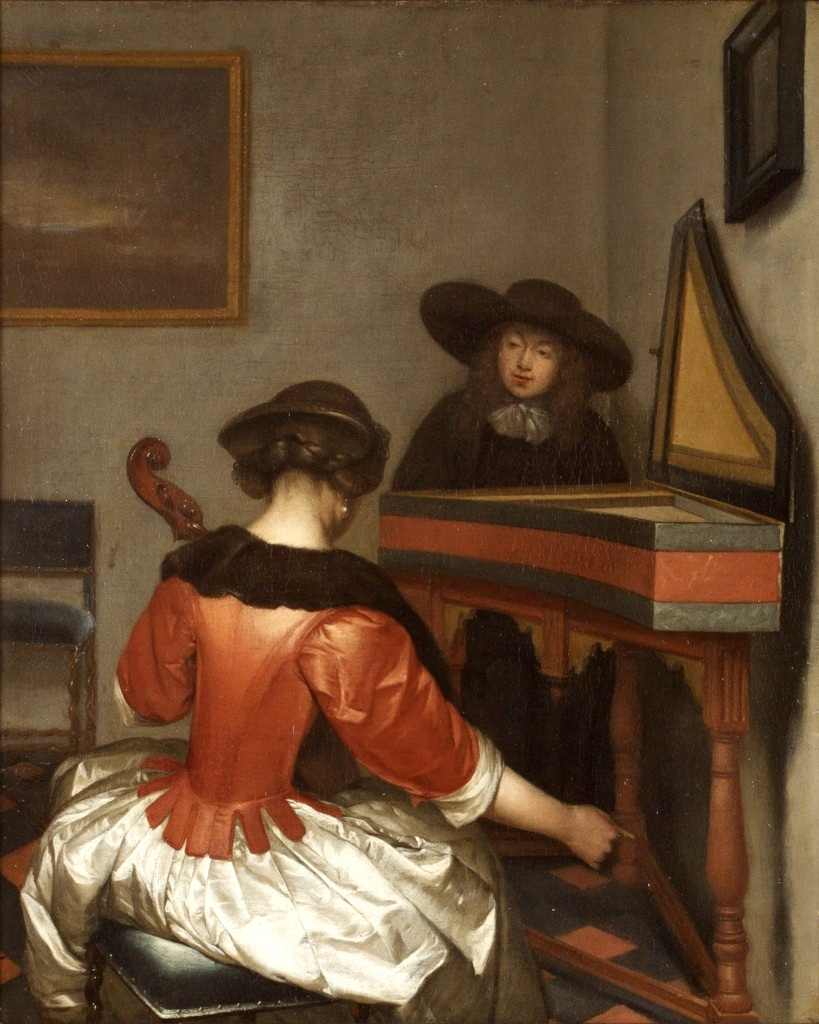
Pareja haciendo música, copia atribuida a Gerard ter Borch

Un segundo cambio tuvo lugar en 1893, cuando el profesor berlinés Hauser restauró radicalmente la obra, que entonces se encontraba en mal estado, realzando enormemente los colores. Sin embargo, Hauser fue más allá de lo que podría considerarse aceptable entre los restauradores desde el punto de vista de la autenticidad. En particular, se decidió por una drástica reelaboración de la figura femenina del fondo, cuyo vestido fue completamente revisado. Hauser también pintó otras partes de la obra con su pincelada suelta y ancha, incluida la gran superficie del fondo. Como resultado, la obra perdió su típica estructura lisa y refinada, y adquirió un carácter casi impresionista.
Sin embargo, lo más especial de esta obra es que encierra una gran calidad en sí misma, incluso en su estado de restauración, quizá demasiado drástico. Esto subraya lo cerca que estaba la pintura clásica neerlandesa del siglo XVII de movimientos más contemporáneos y realistas como el impresionismo, así como la forma en que la nota clave de un cuadro puede cambiar radicalmente con unos pocos ajustes.